# 魔境
魔境（まきょう）とは、禅の修行者が中途半端に能力を覚醒した際に陥りやすい状態で、意識の拡張により自我が肥大し精神バランスを崩した状態のことを指す。ユング心理学で「魂のインフレーション」と名づけられた状態だという指摘もある。

## 概要
臨済は、「瞑想により仏陀や如来が現れたときは（瞑想内のイメージの）槍で突き刺せ」「仏見たなら仏を殺せ」と教えている。これは、瞑想中に神格を持つものとの一体感を持った結果「自分は優れた人間だ」と思い込んでしまい、エゴが肥大してしまうのを防ぐ、すなわち魔境に入ってしまう状態を防ぐための教えだとされている。
実際に光のようなものが現れても、それは単なる脳内の視覚野の発火現象であるという意見もある。